# شهرستان باویینگ
شهرستان باویینگ (به لاتین: Baoying County) یک منطقهٔ مسکونی در چین است که در یانگژو واقع شده‌است.